# Hästpojken
Hästpojken är en svensk poprockgrupp från Göteborg. Gruppen bildades 2007 av Martin Elisson, Adam Bolméus och "Pop-Lars" (Lars Malmros från Broder Daniel).
2007 släppte bandet singeln ”Shane MacGowan” och året efter kom debutalbumet Caligula. Med mängder av spelningar i ryggen men utan Malmros som lämnat bandet, började Hästpojken 2009 arbeta med album nummer två som fick namnet Från där jag ropar. Med träffsäkra och ibland surrealistiska texter och ett ständigt driv i musiken etablerade bandet sig som en av landets bästa liveakter.[källa behövs]
2013 släpptes albumet En magisk tanke och bandet tog en lite annan inriktning, låtarna kom mer att handla om vardagliga händelser och låtarna Samma Himlar och Sommarvin blev stora hits långt utanför Hästpojkens vanliga popkretsar.[källa behövs]
Deras fjärde album, Hästpojken är död, släpptes den 20 april 2018 och första singeln kom den 2 mars samma år. Musiken släpptes via nystartade skivbolaget Tamiami Records i Göteborg.
I april 2024 släppte Hästpojken albumet River av ett liv på Tamiami Records.

## Medlemmar
- Martin Elisson - Leadsång (2007- )
- Adam Bolméus - Gitarr och körsång (2007- )
- Oscar Wallblom - Bas och körsång (2009- , stand-in 2008)
- Nico Janco - Trummor (2009- )
- Karl Ander - Gitarr & keyboard
- Matti Ollikainen - Piano (2009- )

## Övriga och tidigare medlemmar
- Lars Malmros - Trummor, percussion (2007-2008)
- Joel Alme - Bas, körsång (2007-2008)
- Stefan Sporsén - Piano (stand-in under 2010-turnén)
- Henrik Lindén - Bas och körsång (stand-in under 2010-turnén)
- Pontus Tenggren

## Diskografi

### Album
- 2008 – Caligula
- 2009 – Från där jag ropar
- 2013 – En magisk tanke
- 2018 – Hästpojken är död
- 2024 – River av ett liv

### Singlar
- 2007 – Shane MacGowan
- 2008 – Caligula
- 2008 – Här har du ditt liv
- 2009 – Gitarrer & bas, trummor & hat
- 2010 – Jag e jag
- 2012 – Samma himlar
- 2013 – Sommarvin
- 2018 – Råttans år
- 2018 – Där vi möts
- 2024 – Min nya parfym
- 2024 – Himmel röd och blå